# Rimosodaphnella morra
Rimosodaphnella morra är en snäckart som först beskrevs av Dall 1881.  Rimosodaphnella morra ingår i släktet Rimosodaphnella och familjen kägelsnäckor. Inga underarter finns listade i Catalogue of Life.